# Општина Преваље
Општина Преваље (словен. Prevalje) је једна од општина Корушке регије у држави Словенији. Седиште општине је истоимени град Преваље.

## Природне одлике
Рељеф: Општина Преваље налази се у северном делу Словеније, у западном делу покрајине словеначке Корушке. Општина је гранична ка Аустрији на северозападу. Општина се налази у доњем делу долине реке Меже, испод Караванки.
Клима: У општини влада умерено континентална клима.
Воде: Најважнији водоток у општини је река Межа. Сви остали водотоци су мали и њене су притоке.

## Становништво
Општина Преваље је густо насељена.

## Насеља општине
| - Белшак - Брезница - Долга Брда - Заград - Јамница - Кот при Преваљах | - Леше - Локовица - Пољана - Преваље - Сухи Врх - Шентанел |  |

## Додатно погледати
- Преваље